# Biga (Fuhrwerk)

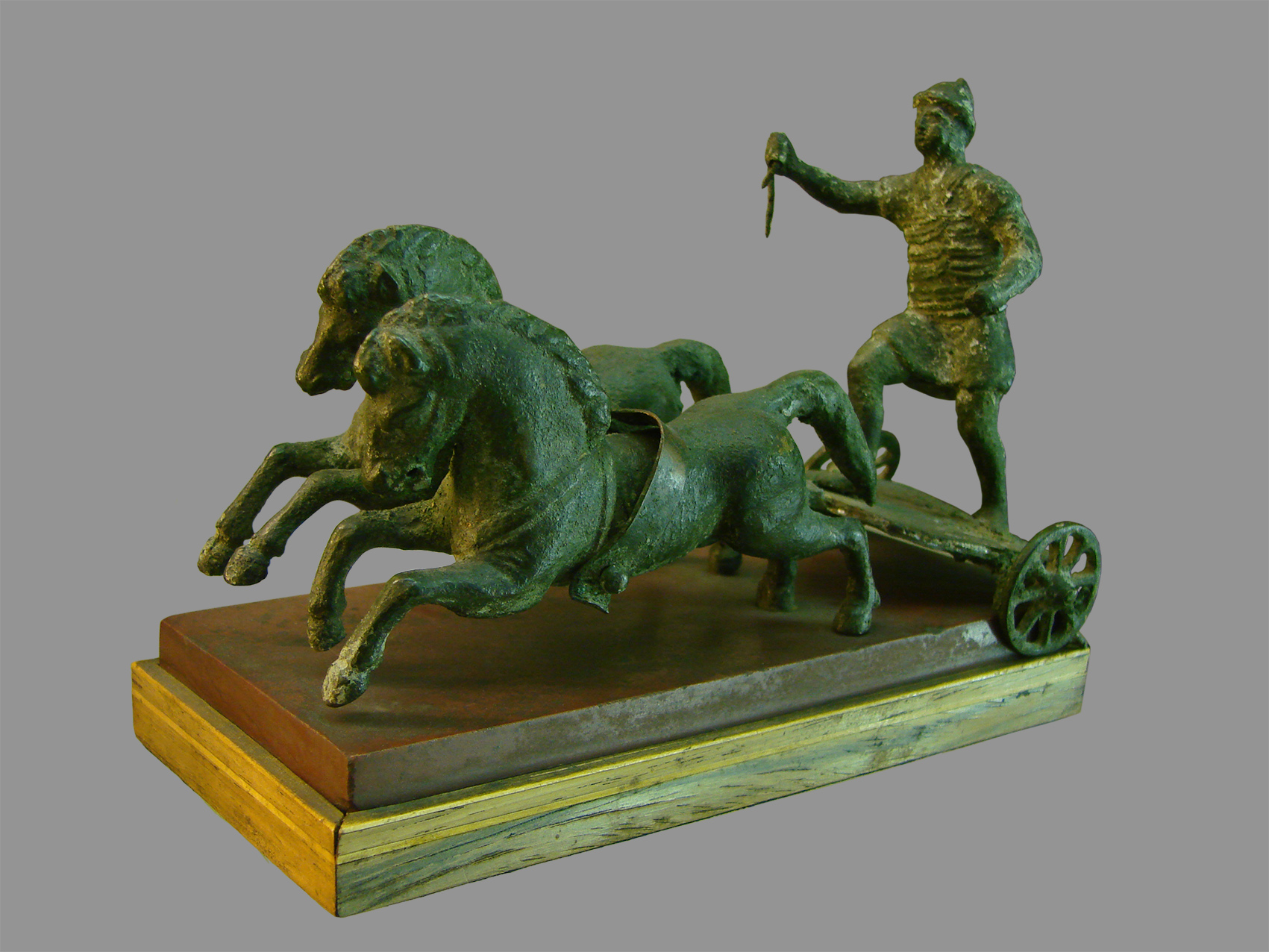
Bronzefigur einer Biga

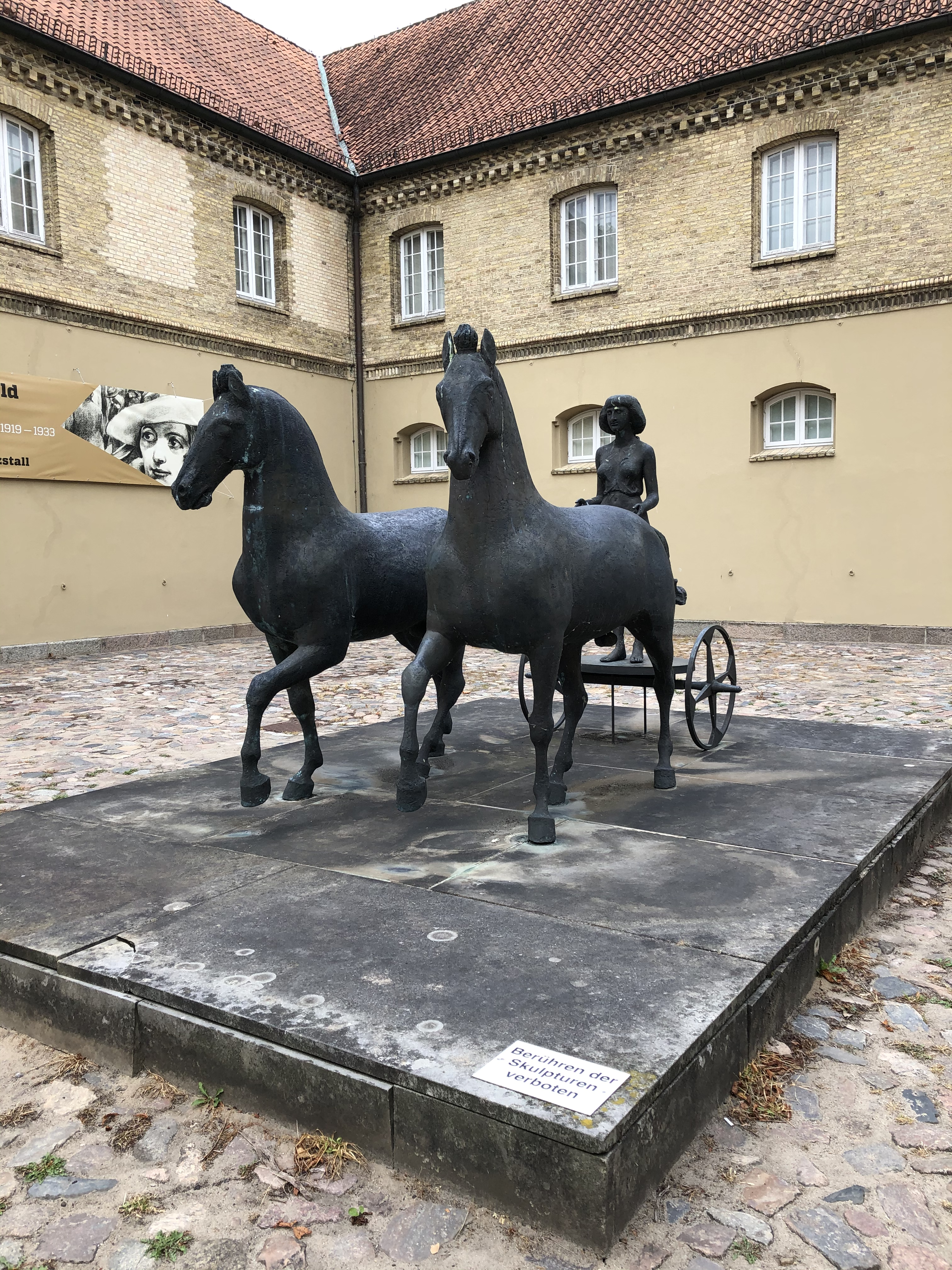
Bronzefigur einer Biga Schloss Gottorf

Eine Biga (Latein, Plural bigae) ist ein Streitwagen, der von zwei Pferden gezogen wurde. Im Gegensatz zum Zweispänner sitzt der Fahrer nicht auf dem Kutschbock, sondern steht auf dem Wagen.
Bigae wurden im antiken Rom außer im Kampf für Sport, Transport und für Zeremonien verwendet. In der Kunst und gelegentlich auch bei Zeremonien wurden die Pferde durch andere Tiere ersetzt. Der Ausdruck Biga wird in der Wissenschaft heute auch für Zweigespanne anderer indoeuropäischer Kulturen verwendet, insbesondere antike griechische und keltische Zweigespanne. Die allgemeine Bezeichnung für einen Streitwagenfahrer ist Auriga. Der Fahrer einer Biga heißt Bigarius. Als Bigarius arbeiteten häufig junge Knaben, erst mit mehr Erfahrung konnten sie Quadrigarius werden, also Fahrer einer Quadriga.
Im Lateinischen gibt es weitere Bezeichnungen für Streitwagen, abhängig von der Anzahl der vorgespannten Pferde. Dazu zählen die Quadriga, ein Viergespann, das für Wagenrennen und Triumphzüge verwendet wurde, die Triga, ein Dreigespann, das für Wagenrennen und Zeremonien verwendet wurde und die Seiuga oder Seiugis, der Sechsgespann-Streitwagen, der vergleichsweise selten für Rennen verwendet wurde, weil er aufwendig und schwierig zu fahren war. Die Biga und die Quadriga waren die am weitesten verbreiteten Streitwagentypen.
Zweigespanne sind häufig auf römischen Münzen abgebildet, beispielsweise auf dem Bigatus. Der Bigatus war ein römischer Denarius, auf dem eine Biga abgebildet ist.
In der römischen religiösen Ikonographie und Kosmologie symbolisiert die Biga den Mond und die Quadriga die Sonne.

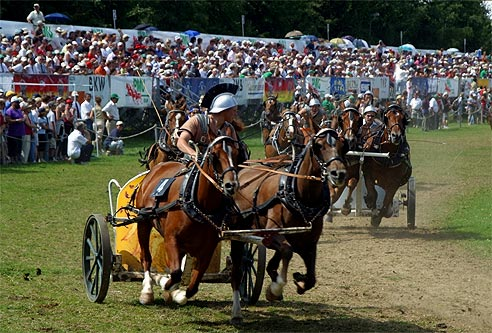
Reenactment eines Biga-Wagenrennens
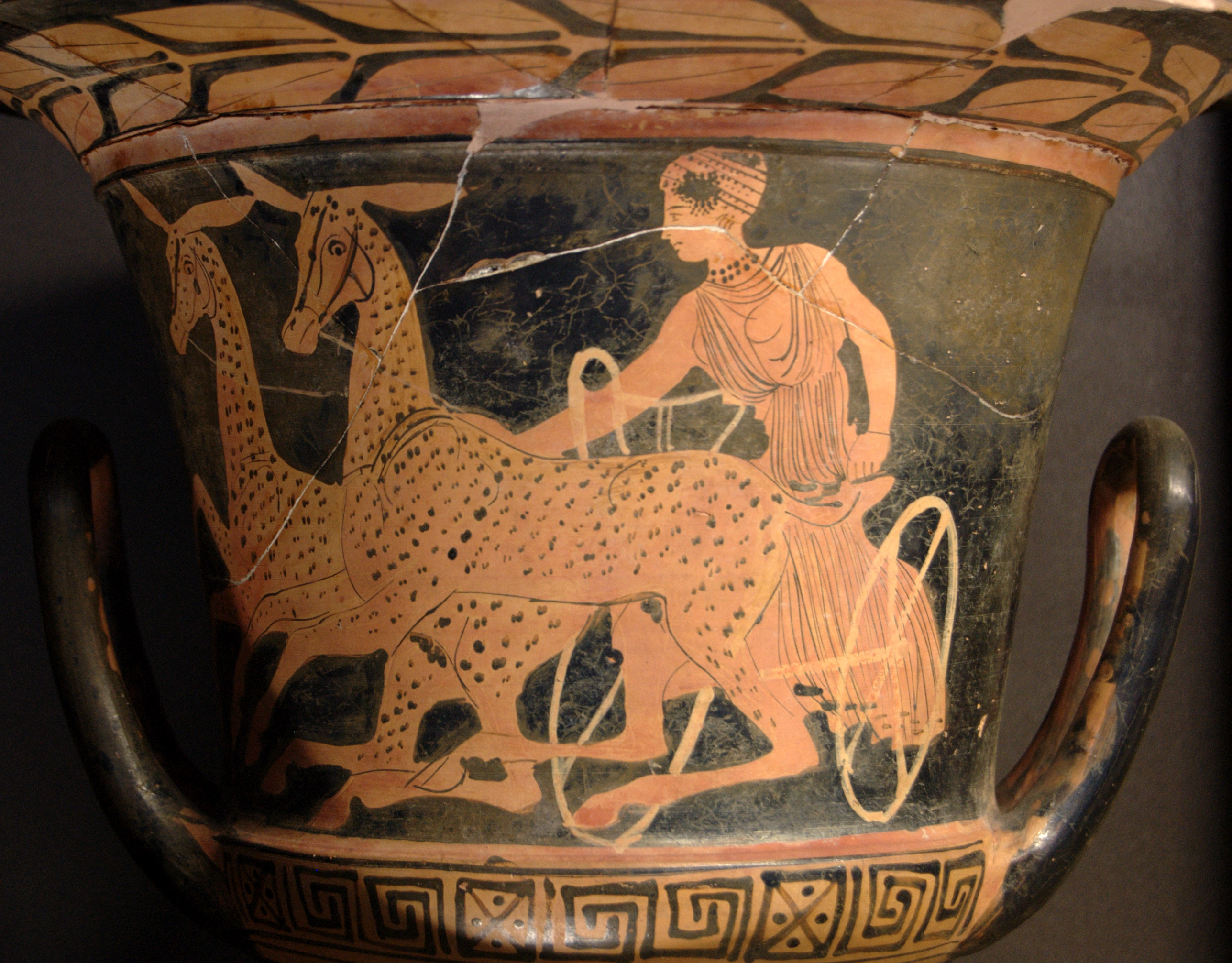
Biga von Artemis, 450–425 v. Chr.
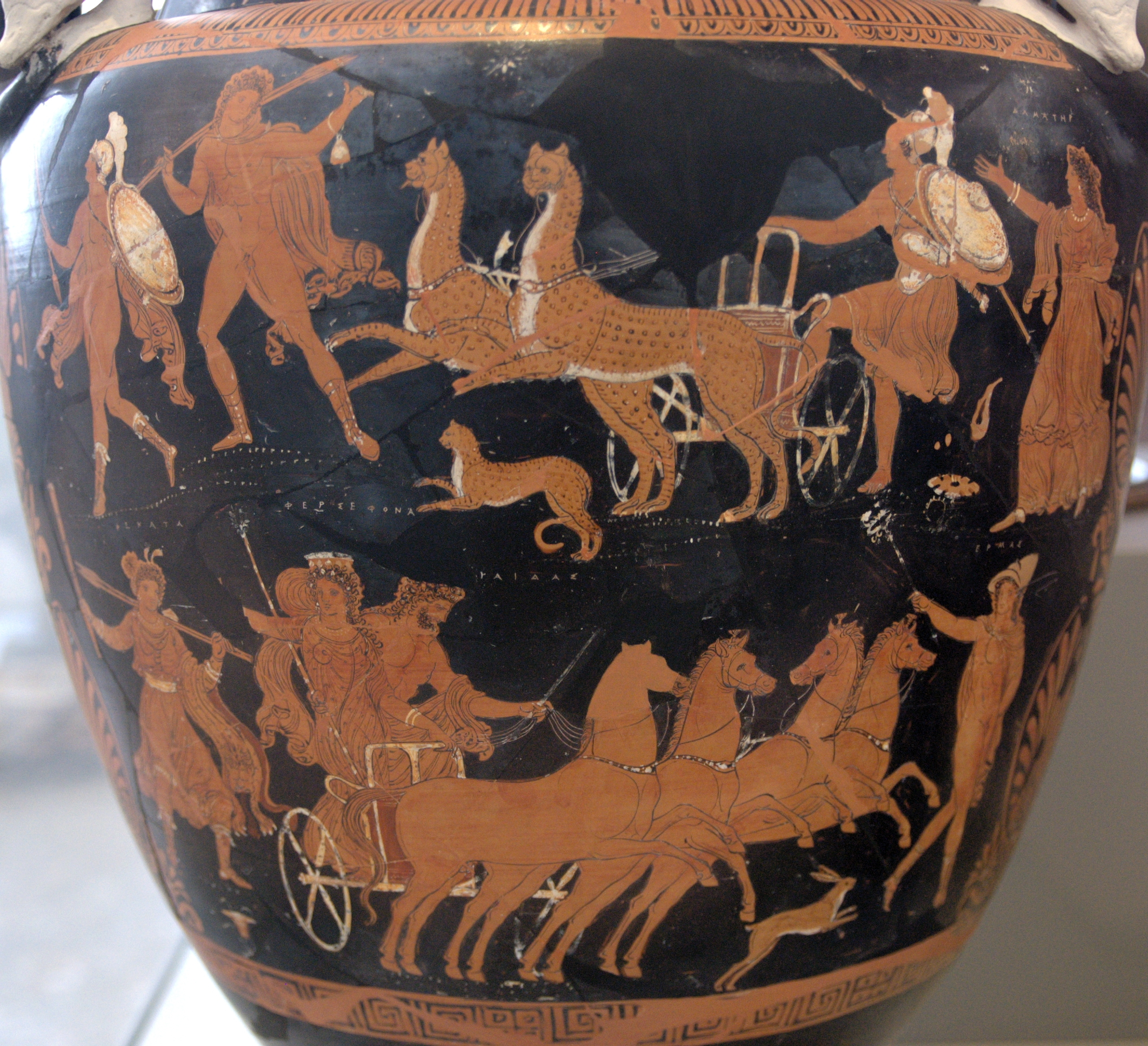
Leoparden ziehen eine Biga, um 340 v. Chr.
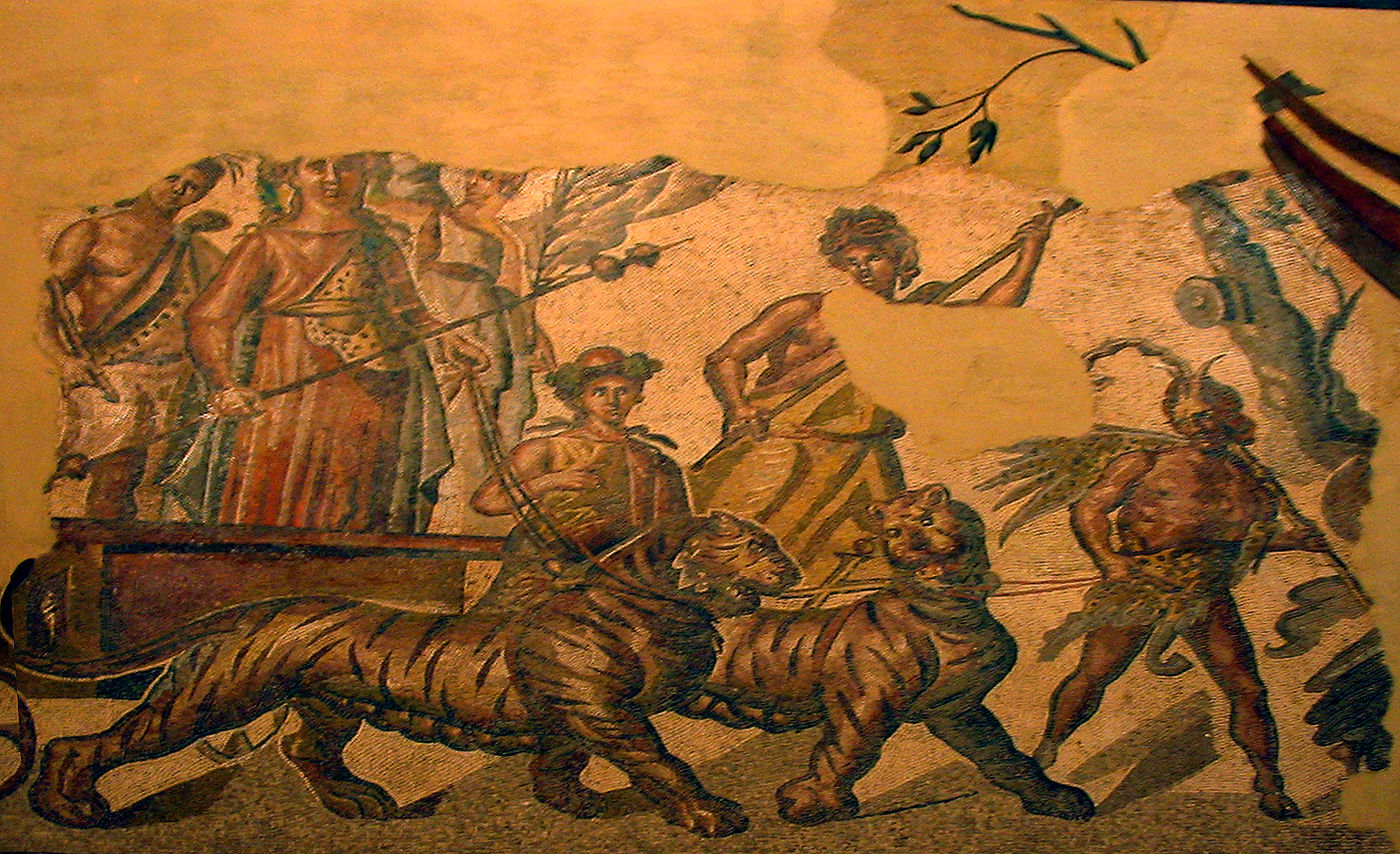
Tiger ziehen die Biga des Dionysos Mosaik aus  Hispanien
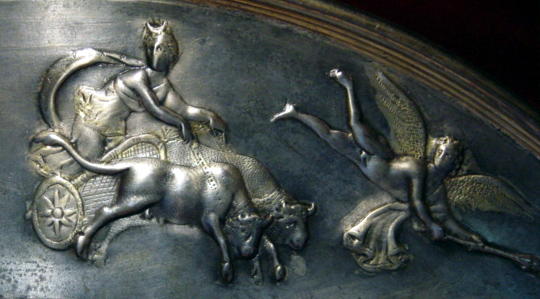
Ochsen ziehen die Biga der Diana, 4. Jahrhundert